# Heliconia longiflora
Heliconia longiflora är en enhjärtbladig växtart som beskrevs av R.R.Sm. Heliconia longiflora ingår i släktet Heliconia och familjen Heliconiaceae.

## Underarter
Arten delas in i följande underarter:
- H. l. ecuadoriensis
- H. l. longiflora

## Bildgalleri

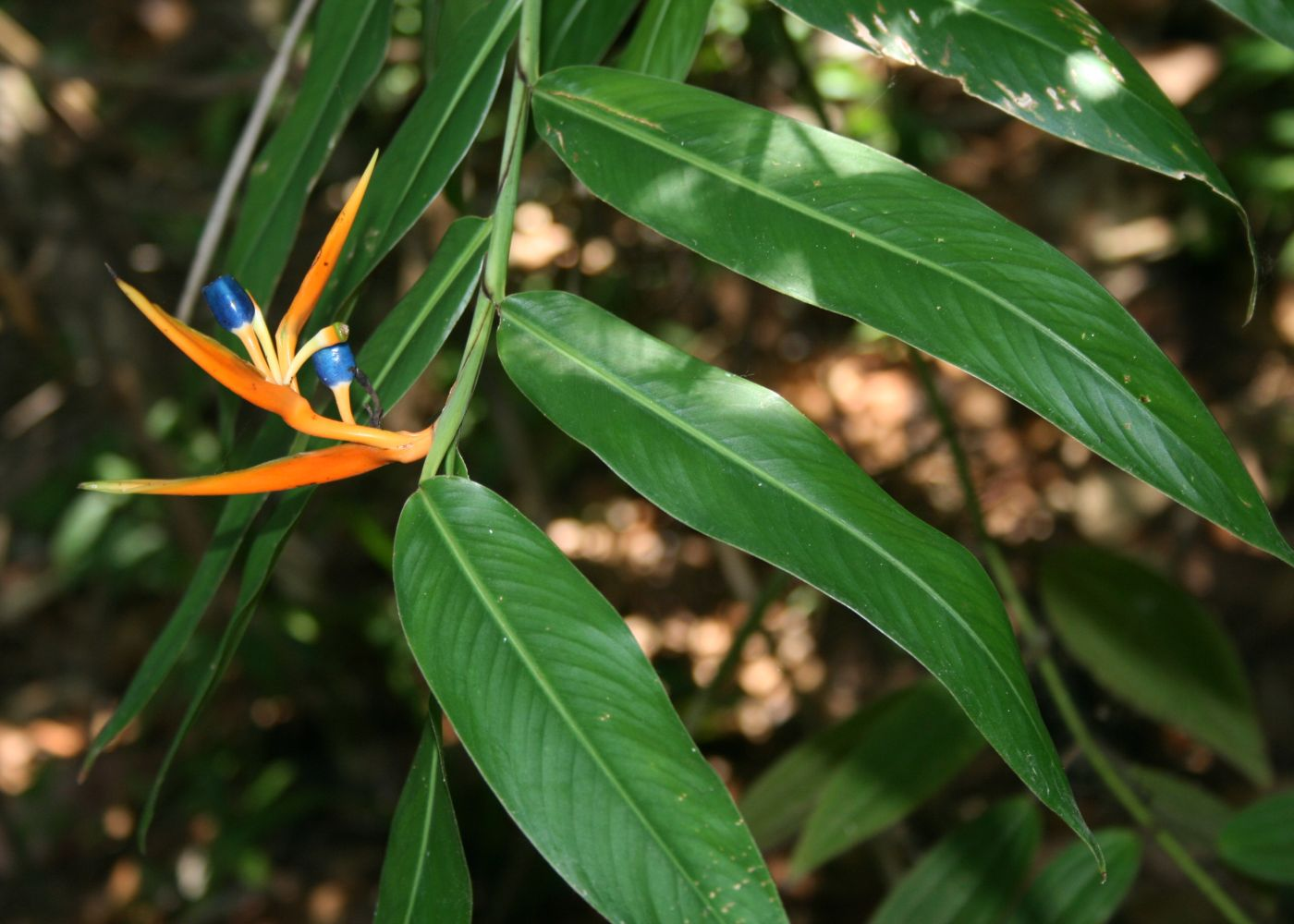